# Seznam muzeí v Praze
Toto je seznam českých muzeí a muzejních institucí, které se nalézaly na území Prahy v roce 2020.
Je součástí celkového seznamu českých muzeí v ostatních krajích České republiky.
| Název muzea                                                    | Místo                | Region          | Externí odkaz                                         | Kategorie | Klíčová slova                                  | Poznámka                                                            |
| -------------------------------------------------------------- | -------------------- | --------------- | ----------------------------------------------------- | --------- | ---------------------------------------------- | ------------------------------------------------------------------- |
| Absintherie                                                    | Jilská               | Staré Město     | Oficiální                                             | Muzeum    | Absint                                         |                                                                     |
| Apple muzeum Praha                                             | Husova               | Staré Město     | Oficiální Archivováno 21. 2. 2020 na Wayback Machine. | Muzeum    |                                                |                                                                     |
| Archeologický park Liboc                                       | Liboc                | Praha 6         | Info                                                  | Muzeum    |                                                |                                                                     |
| České muzeum výtvarných umění v Praze                          | Husova               | Staré Město     |                                                       | Muzeum    |                                                |                                                                     |
| Ekotechnické museum                                            | Bubeneč              | Praha 6         |                                                       | Muzeum    |                                                | viz Stará čistírna                                                  |
| Franz Kafka museum                                             | Cihelná              | Malá Strana     |                                                       | Muzeum    | Franz Kafka                                    |                                                                     |
| Galerie panenek DollsLand                                      | Rytířská             | Staré Město     |                                                       | Muzeum    |                                                |                                                                     |
| Hrdličkovo muzeum člověka Přírodovědecké fakulty UK            | Albertov             | Praha 2         |                                                       | Muzeum    | Antropologie                                   |                                                                     |
| Chlupáčovo muzeum historie Země                                | Albertov             | Praha 2         |                                                       | Muzeum    | Země                                           |                                                                     |
| Chvalský zámek                                                 | Chvaly               | Horní Počernice |                                                       | Muzeum    |                                                |                                                                     |
| Institut umění – Divadelní ústav                               | Celetná              | Staré Město     |                                                       | Muzeum    | Divadlo                                        |                                                                     |
| Keplerovo muzeum                                               | Karlova              | Staré Město     |                                                       | Muzeum    | Johannes Kepler                                |                                                                     |
| Loreta                                                         | Loretánské náměstí   | Hradčany        |                                                       | Muzeum    |                                                |                                                                     |
| Maroldovo panorama                                             | Výstaviště           | Bubeneč         |                                                       | Muzeum    | Bitva u Lipan, Luděk Marold, diorama, panorama |                                                                     |
| Mineralogické muzeum Přírodovědecké fakulty UK                 | Albertov             | Praha 2         |                                                       | Muzeum    | Mineralogie                                    |                                                                     |
| Muchovo muzeum                                                 | Panská               | Nové Město      |                                                       | Muzeum    | Alfons Mucha                                   |                                                                     |
| Museum Kampa                                                   | Kampa                | Malá Strana     |                                                       | Galerie   |                                                |                                                                     |
| Muzeum a archiv populární hudby                                | Břevnov              | Praha 6         |                                                       | Muzeum    | Populární hudba                                |                                                                     |
| Muzeum alchymie Praha                                          | Haštalská            | Staré Město     | Oficiální                                             | Muzeum    | Alchymie                                       |                                                                     |
| Muzeum alchymistů a mágů staré Prahy                           | Jánský vršek         | Malá Strana     |                                                       | Muzeum    | Alchymie                                       |                                                                     |
| Muzeum piva v Praze                                            | Husova               | Staré Město     |                                                       | Muzeum    | Pivo, Sladovnictví                             |                                                                     |
| Muzeum družstevnictví                                          | Těšnov               | Praha 1         |                                                       | Muzeum    |                                                |                                                                     |
| Muzeum gastronomie                                             | Jakubská             | Staré Město     |                                                       | Muzeum    | Gastronomie                                    |                                                                     |
| Muzeum historických nočníků a toalet                           | Internet             |                 |                                                       | Muzeum    | Nočník, Pisoár, Záchod                         | pouze ve virtuální podobě                                           |
| Muzeum hlavního města Prahy                                    | Na Poříčí            | Nové Město      |                                                       | Muzeum    |                                                |                                                                     |
| Müllerova vila                                                 | Střešovice           | Praha 6         |                                                       | Muzeum    | Adolf Loos, Karel Lhota                        | pobočka Muzea hlavního města Prahy                                  |
| Podskalská celnice na Výtoni                                   | Výtoň                | Nové Město      |                                                       | Muzeum    |                                                | pobočka Muzea hlavního města Prahy                                  |
| Muzeum hracích strojů v Praze                                  | Hradčanské náměstí   | Hradčany        |                                                       | Muzeum    | Hrací stroj                                    |                                                                     |
| Muzeum hraček Praha                                            | Jiřská               | Hradčany        |                                                       | Muzeum    | Hračka                                         | muzeum je aktuálně uzavřeno, otevírat se bude na podzim v roce 2020 |
| Muzeum iluzivního umění Praha                                  | Staroměstské náměstí | Praha-Josefov   |                                                       | Galerie   | Iluze                                          |                                                                     |
| Muzeum Karla Zemana                                            | Saská                | Malá Strana     |                                                       | Muzeum    | Karel Zeman                                    |                                                                     |
| Muzeum Karlova mostu                                           | Křižovnické náměstí  | Staré Město     |                                                       | Muzeum    | Karlův most                                    |                                                                     |
| Muzeum kávy Alchymista                                         | Jana Zajíce          | Bubeneč         |                                                       | Muzeum    |                                                |                                                                     |
| Muzeum komunismu                                               | V Celnici            | Nové Město      |                                                       | Muzeum    | Komunismus                                     |                                                                     |
| Muzeum Kouzlo starých časů                                     | Valdštejnská         | Malá Strana     |                                                       | Muzeum    |                                                |                                                                     |
| Muzeum městské hromadné dopravy v Praze                        | Střešovice           | Praha 6         |                                                       | Muzeum    | Městská hromadná doprava                       |                                                                     |
| Muzeum miniatur                                                | Strahov              | Hradčany        |                                                       | Muzeum    |                                                |                                                                     |
| Muzeum moderního skla Ziba                                     | Na Příkopě           | Staré Město     |                                                       | Muzeum    |                                                |                                                                     |
| Muzeum Montanelli                                              | Nerudova             | Malá Strana     |                                                       | Muzeum    |                                                |                                                                     |
| Muzeum Policie České republiky                                 | Ke Karlovu           | Nové Město      |                                                       | Muzeum    | Policie České republiky                        |                                                                     |
| Muzeum Pražského Jezulátka                                     | Karmelitská          | Malá Strana     |                                                       | Muzeum    | Pražské Jezulátko                              |                                                                     |
| Muzeum pražského vodárenství                                   | Podolí               | Praha 4         |                                                       | Muzeum    | Vodárna                                        |                                                                     |
| Muzeum pražských pověstí a strašidel                           | Mostecká             | Malá Strana     |                                                       | Muzeum    |                                                |                                                                     |
| Muzeum PRE, Technické a dokumentační muzeum pražské energetiky | Jankovcova           | Holešovice      |                                                       | Muzeum    |                                                | po předchozí objednávce                                             |
| Muzeum sexuálních pomůcek a hraček                             | Melantrichova        | Staré Město     |                                                       | Muzeum    |                                                |                                                                     |
| Muzeum útrpného práva a mučících nástrojů                      | Celetná              | Staré Město     |                                                       | Muzeum    |                                                |                                                                     |
| Muzeum voskových figurín                                       | Celetná              | Staré Město     |                                                       | Muzeum    |                                                |                                                                     |
| Muzeum W. A. Mozarta a manželů Duškových                       | Bertramka            | Smíchov         |                                                       | Muzeum    |                                                | pro rekonstrukci uzavřeno                                           |
| Muzeum záchranných služeb a zdravotnické techniky              | U Stírky             | Praha 8         |                                                       | Muzeum    | Záchranná služba                               |                                                                     |
| Národní filmové muzeum                                         | Jungmannova          | Nové Město      | oficiální                                             | Muzeum    | Film                                           |                                                                     |
| Národní kulturní památka Vyšehrad                              | Vyšehrad             | Praha 2         |                                                       | Muzeum    |                                                |                                                                     |
| Národní muzeum                                                 | Václavské náměstí    | Nové Město      |                                                       | Muzeum    |                                                |                                                                     |
| České muzeum hudby                                             | Karmelitská          | Malá Strana     |                                                       | Muzeum    | Hudba                                          | pobočka Národního muzea                                             |
| Muzeum Antonína Dvořáka                                        | Ke Karlovu           | Praha 2         |                                                       | Muzeum    | Antonín Dvořák                                 | pobočka Českého muzea hudby                                         |
| Muzeum Bedřicha Smetany                                        | Novotného lávka      | Staré Město     |                                                       | Muzeum    | Bedřich Smetana                                | pobočka Českého muzea hudby                                         |
| Muzeum Jaroslava Ježka                                         | Kaprova              | Staré Město     |                                                       | Muzeum    | Jaroslav Ježek                                 | pobočka Českého muzea hudby                                         |
| Lapidárium Národního muzea                                     | Výstaviště           | Bubeneč         |                                                       | Muzeum    |                                                | pobočka Národního muzea                                             |
| Letohrádek Kinských, Národopisné muzeum                        | Kinského zahrada     | Smíchov         |                                                       | Muzeum    |                                                | pobočka Národního muzea                                             |
| Náprstkovo muzeum asijských, afrických a amerických kultur     | Betlémské náměstí    | Staré Město     |                                                       | Muzeum    | Etnografie                                     | pobočka Národního muzea                                             |
| Národní památník na Vítkově                                    | Vítkov               | Žižkov          |                                                       | Muzeum    |                                                | pobočka Národního muzea                                             |
| Národopisné muzeum viz Letohrádek Kinských                     | Kinského zahrada     | Smíchov         |                                                       | Muzeum    |                                                | pobočka Národního muzea                                             |
| Památník F. Palackého a F. L. Riegra                           | Palackého            | Nové Město      |                                                       | Muzeum    | František Palacký, František Ladislav Rieger   | pobočka Národního muzea                                             |
| Národní pedagogické muzeum a knihovna J. A. Komenského         | Valdštejnská         | Malá Strana     |                                                       | Muzeum    |                                                |                                                                     |
| Národní památník hrdinů heydrichiády                           | Resslova             | Nové Město      |                                                       | Muzeum    | Operace Anthropoid                             |                                                                     |
| Národní technické muzeum                                       | Kostelní             | Holešovice      |                                                       | Muzeum    |                                                |                                                                     |
| Národní zemědělské muzeum                                      | Kostelní             | Holešovice      |                                                       | Muzeum    | Zemědělství                                    |                                                                     |
| Památník národního písemnictví                                 | Strahov              | Hradčany        |                                                       | Muzeum    | Písemnictví                                    |                                                                     |
| Letohrádek Hvězda                                              | Hvězda               | Praha 6         |                                                       | Muzeum    |                                                | pobočka Památníku národního písemnictví                             |
| Strahovský klášter                                             | Strahov              | Hradčany        |                                                       | Muzeum    | Písemnictví                                    | pobočka Památníku národního písemnictví                             |
| Pivovarské muzeum U Fleků                                      | Křemencova           | Nové Město      |                                                       | Muzeum    | Pivo                                           |                                                                     |
| Planetárium a hvězdárna Hlavního města Prahy                   | Výstaviště           | Bubeneč         | oficiální                                             | Muzeum    | Astronomie                                     |                                                                     |
| Hvězdárna Ďáblice                                              | Ďáblice              | Praha 8         |                                                       | Muzeum    | Astronomie                                     | pobočka Planetária a hvězdárny Hlavního města Prahy                 |
| Planetárium Praha                                              | Výstaviště           | Bubeneč         |                                                       | Muzeum    | Astronomie                                     | pobočka Planetária a hvězdárny Hlavního města Prahy                 |
| Štefánikova hvězdárna                                          | Petřín               | Hradčany        |                                                       | Muzeum    | Astronomie                                     | pobočka Planetária a hvězdárny Hlavního města Prahy                 |
| Plynárenské muzeum                                             | Michle               | Praha 10        |                                                       | Muzeum    | Plynárna                                       |                                                                     |
| Poštovní muzeum Praha                                          | Nové mlýny           | Praha 1         |                                                       | Muzeum    | Pošta                                          |                                                                     |
| První pražské hasičské muzeum                                  | Velká Chuchle        | Praha 5         |                                                       | Muzeum    | Hasič                                          |                                                                     |
| Skanzen Řepora                                                 | Řeporyje             | Praha 5         |                                                       | Muzeum    |                                                | veřejnosti nepřístupné                                              |
| Soukromé muzeum LEGA                                           | Národní              | Staré Město     |                                                       | Muzeum    | Lego                                           |                                                                     |
| Stará čistírna odpadních vod (Praha-Bubeneč)                   | Bubeneč              | Praha 6         |                                                       | Muzeum    | Čistírna odpadních vod                         |                                                                     |
| Trmalova vila - Kotěrovo centrum                               | Strašnice            | Praha 10        |                                                       | Muzeum    |                                                |                                                                     |
| Uměleckoprůmyslové muzeum v Praze                              | ulice 17. listopadu  | Staré Město     |                                                       | Muzeum    |                                                |                                                                     |
| Ústřední archiv a muzeum Církve československé husitské        | Wuchterlova          | Praha 6         |                                                       | Muzeum    |                                                |                                                                     |
| Vojenský historický ústav                                      | U Památníku          | Žižkov          |                                                       | Muzeum    | Vojenství                                      |                                                                     |
| Armádní muzeum Žižkov                                          | U Památníku          | Žižkov          |                                                       | Muzeum    | Vojenství                                      | pobočka Vojenského historického ústavu                              |
| Letecké muzeum Kbely                                           | Kbely                | Praha 9         |                                                       | Muzeum    | Vojenství, letectví                            | pobočka Vojenského historického ústavu                              |
| Muzeum Hradní stráže                                           | Mihulka              | Hradčany        |                                                       | Muzeum    | Vojenství                                      | pobočka Vojenského historického ústavu                              |
| Windsurfingmuseumprague, muzeum windsurfingu                   | Stodůlky             | Praha 5         | oficiální                                             | Muzeum    | Windsurfing                                    |                                                                     |
| Zdravotnické muzeum Národní lékařské knihovny                  | Sokolská             | Nové Město      | oficiální                                             | Muzeum    | Zdravotnictví                                  |                                                                     |
| Židovské muzeum v Praze                                        | U Staré školy        | Staré Město     |                                                       | Muzeum    | Židé                                           |                                                                     |
| Klausová synagoga                                              | U Starého hřbitova   | Staré Město     |                                                       | Muzeum    | Židé                                           | pobočka Židovského muzea v Praze                                    |
| Maiselova synagoga                                             | Maiselova            | Staré Město     |                                                       | Muzeum    | Židé                                           | pobočka Židovského muzea v Praze                                    |
| Pinkasova synagoga                                             | Široká               | Staré Město     |                                                       | Muzeum    | Židé                                           | pobočka Židovského muzea v Praze                                    |
| Staronová synagoga                                             | Pařížská             | Staré Město     |                                                       | Muzeum    | Židé                                           | pobočka Židovského muzea v Praze                                    |
| Starý židovský hřbitov a obřadní síň                           | Široká               | Staré Město     |                                                       | Muzeum    | Židé                                           | pobočka Židovského muzea v Praze                                    |
| Španělská synagoga                                             | U Staré školy        | Staré Město     |                                                       | Muzeum    | Židé                                           | pobočka Židovského muzea v Praze                                    |
| Ateliér Josefa Sudka                                           | Újezd                | Malá Strana     |                                                       | Galerie   |                                                |                                                                     |
| Atrium na Žižkově                                              | Čajkovského          | Žižkov          |                                                       | Galerie   |                                                |                                                                     |
| Galerie AMU                                                    | Malostranské náměstí | Malá Strana     |                                                       | Galerie   |                                                |                                                                     |
| Galerie Artefin                                                | Nádražní 203         | Měšice u Prahy  | https://artefin.cz/                                   | Galerie   |                                                |                                                                     |
| Galerie Bratří Čapků                                           | Jugoslávská          | Praha 3         |                                                       | Galerie   | Bratři Čapkové                                 |                                                                     |
| Galerie České spořitelny                                       | Rytířská             | Staré Město     |                                                       | Galerie   |                                                |                                                                     |
| Galerie FAMU                                                   | Smetanovo nábřeží    | Staré Město     |                                                       | Galerie   |                                                |                                                                     |
| Galerie hlavního města Prahy                                   | Staroměstské náměstí | Staré Město     |                                                       | Galerie   |                                                |                                                                     |
| Bílkova vila                                                   | Mickiewiczova        | Hradčany        |                                                       | Galerie   | František Bílek                                | pobočka Galerie hlavního města Prahy                                |
| Dům U Kamenného zvonu                                          | Staroměstské náměstí | Staré Město     |                                                       | Galerie   |                                                | pobočka Galerie hlavního města Prahy                                |
| Dům U Zlatého prstenu                                          | Týnská               | Staré Město     |                                                       | Muzeum    |                                                | pobočka Muzea hlavního města Prahy                                  |
| Městská knihovna v Praze                                       | Mariánské náměstí    | Staré Město     |                                                       | Galerie   |                                                | pobočka Galerie hlavního města Prahy                                |
| Staroměstská radnice                                           | Staroměstské náměstí | Staré Město     |                                                       | Galerie   |                                                | pobočka Galerie hlavního města Prahy                                |
| Zámek Troja                                                    | Troja                | Praha 8         |                                                       | Galerie   |                                                | pobočka Galerie hlavního města Prahy                                |
| Galerie Jaskmanický                                            | Havanská             | Holešovice      |                                                       | Galerie   |                                                |                                                                     |
| Galerie Josefa Fragnera                                        | Betlémské náměstí    | Staré Město     |                                                       | Galerie   |                                                |                                                                     |
| Galerie Josefa Sudka                                           | Úvoz                 | Malá Strana     |                                                       | Galerie   |                                                | pobočka Uměleckoprůmyslového muzea v Praze                          |
| Galerie kritiků                                                | Jungmannova          | Nové Město      |                                                       | Galerie   |                                                |                                                                     |
| Galerie Mánes                                                  | Masarykovo nábřeží   | Nové Město      |                                                       | Galerie   |                                                |                                                                     |
| Galerie Nová síň                                               | Voršilská            | Nové Město      |                                                       | Galerie   |                                                |                                                                     |
| Galerie Rudolfinum                                             | Alšovo nábřeží       | Staré Město     |                                                       | Galerie   |                                                |                                                                     |
| Galerie Václava Špály                                          | Národní              | Nové Město      |                                                       | Galerie   |                                                |                                                                     |
| Galerie Velryba                                                | Opatovická           | Nové Město      |                                                       | Galerie   |                                                |                                                                     |
| Galerie Vrtbovské zahrady                                      | Karmelitská          | Malá Strana     |                                                       | Galerie   |                                                |                                                                     |
| Galerie Vyšehrad                                               | Vyšehrad             | Praha 2         |                                                       | Galerie   |                                                |                                                                     |
| Galerie Zlatá husa                                             | Dlouhá               | Staré Město     |                                                       | Galerie   |                                                |                                                                     |
| Galerie Zlatá lilie                                            | Malé náměstí         | Staré Město     |                                                       | Galerie   |                                                |                                                                     |
| Hollar                                                         | Smetanovo nábřeží    | Staré Město     |                                                       | Galerie   |                                                |                                                                     |
| Hudební fakulta Akademie múzických umění                       | Malostranské náměstí | Malá Strana     |                                                       | Galerie   |                                                |                                                                     |
| Chodovská tvrz                                                 | Chodov               | Praha 11        |                                                       | Galerie   |                                                |                                                                     |
| Langhans Galerie Praha                                         | Vodičkova            | Nové Město      |                                                       | Galerie   |                                                |                                                                     |
| Nadace a centrum pro současné umění                            | Dukelských hrdinů    | Holešovice      |                                                       | Galerie   |                                                |                                                                     |
| Národní galerie v Praze                                        | Staroměstské náměstí | Staré Město     |                                                       | Galerie   |                                                |                                                                     |
| Klášter sv. Anežky České                                       | Anežská              | Staré Město     |                                                       | Galerie   |                                                | pobočka Národní galerie v Praze                                     |
| Palác Kinských                                                 | Staroměstské náměstí | Staré Město     |                                                       | Galerie   |                                                | pobočka Národní galerie v Praze                                     |
| Salmovský palác                                                | Hradčanské náměstí   | Hradčany        |                                                       | Galerie   |                                                | pobočka Národní galerie v Praze                                     |
| Schwarzenberský palác                                          | Hradčanské náměstí   | Hradčany        |                                                       | Galerie   |                                                | pobočka Národní galerie v Praze                                     |
| Šternberský palác                                              | Hradčanské náměstí   | Hradčany        |                                                       | Galerie   |                                                | pobočka Národní galerie v Praze                                     |
| Valdštejnská jízdárna                                          | Valdštejnská         | Malá Strana     |                                                       | Galerie   |                                                | pobočka Národní galerie v Praze                                     |
| Veletržní palác                                                | Dukelských hrdinů    | Holešovice      |                                                       | Galerie   |                                                | pobočka Národní galerie v Praze                                     |
| Obecní galerie Beseda                                          | Malostranské náměstí | Malá Strana     |                                                       | Galerie   |                                                |                                                                     |
| Pražský hrad                                                   | Pražský hrad         | Hradčany        |                                                       | Galerie   |                                                |                                                                     |
| Císařská konírna                                               | Pražský hrad         | Hradčany        |                                                       | Galerie   |                                                |                                                                     |
| Jízdárna Pražského hradu                                       | Pražský hrad         | Hradčany        |                                                       | Galerie   |                                                |                                                                     |
| Královský letohrádek                                           | Pražský hrad         | Hradčany        |                                                       | Galerie   |                                                |                                                                     |
| Míčovna Pražského hradu                                        | Pražský hrad         | Hradčany        |                                                       | Galerie   |                                                |                                                                     |
| Nejvyšší purkrabství Pražského hradu                           | Pražský hrad         | Hradčany        |                                                       | Galerie   |                                                |                                                                     |
| Obrazárna Pražského hradu                                      | Pražský hrad         | Hradčany        |                                                       | Galerie   |                                                |                                                                     |
| Starý královský palác                                          | Pražský hrad         | Hradčany        |                                                       | Galerie   |                                                |                                                                     |
| Tereziánské křídlo                                             | Pražský hrad         | Hradčany        |                                                       | Galerie   |                                                |                                                                     |
| Rakouský kulturní institut v Praze                             | Jungmannovo náměstí  | Nové Město      |                                                       | Galerie   |                                                |                                                                     |
| The Chemistry Gallery                                          | Ovenecká             | Holešovice      | oficiální                                             | Galerie   |                                                |                                                                     |
| Topičův salon                                                  | Národní              | Staré Město     |                                                       | Galerie   |                                                |                                                                     |
| Slavia Museum                                                  | U Slavie             | Vršovice        |                                                       | Muzeum    |                                                |                                                                     |
| Salvador Dalí Enigma                                           | Opletalova           | Staré Město     |                                                       | Muzeum    |                                                |                                                                     |